# Attacchi al confine meridionale di Israele del 2011-12
Il 18 agosto 2011, una serie di attacchi transfrontalieri paralleli con copertura reciproca venne effettuata contro il sud di Israele sull'autostrada 12, vicino al confine egiziano, da una squadra di, presumibilmente, 12 militanti, divisi in 4 gruppi. Gli attacchi avvennero dopo che lo Shin Bet aveva avvertito di un possibile attacco nella regione e le truppe israeliane erano di stanza nell'area. I militanti aprirono il fuoco per la prima volta contro un autobus Egged numero 392 mentre viaggiava vicino a Eilat. Alcuni minuti dopo, una bomba fu fatta esplodere vicino a una pattuglia dell'esercito israeliano lungo il confine. In un terzo attacco, un missile anticarro colpì un veicolo privato, uccidendo 4 civili. 8 israeliani - 6 civili, un cecchino dell'unità Yamam e un soldato della Brigata Golani - furono uccisi negli attacchi. 40 israeliani rimasero feriti. Le forze di difesa israeliane riferirono di 8 aggressori uccisi e le forze di sicurezza egiziane riferirono di averne uccisi altri 2.
Furono uccisi anche 5 soldati egiziani. Secondo l'Egitto, furono uccisi dalle forze di sicurezza israeliane che inseguirono i militanti attraverso il confine, mentre un ufficiale militare israeliano disse che furono uccisi da un attentatore suicida fuggito oltre il confine. I 5 morti innescarono una crisi diplomatica tra Egitto e Israele e portarono a proteste di massa davanti all'ambasciata israeliana al Cairo. Secondo i media, l'Egitto minacciò di ritirare il suo ambasciatore in Israele, ma in seguito il ministro degli esteri egiziano negò ciò. Israele espresse rammarico per i 5 morti e inviò una lettera di scuse all'Egitto. Israele accettò anche un'indagine congiunta con l'Egitto sugli eventi.
L'identità degli aggressori contro Israele, 3 dei quali sarebbero stati egiziani, non fu ampiamente condivisa e nessun gruppo si assunse la responsabilità degli attacchi. Il governo israeliano accusò i Comitati Popolari di Resistenza palestinesi, con sede a Gaza e già coinvolti in altri attentati contro i civili israeliani, di aver orchestrato gli attacchi, ma questi negarono il coinvolgimento. Israele rispose attaccando 7 obiettivi nella Striscia di Gaza subito dopo gli attacchi terroristici nel Negev, uccidendo 5 membri dei Comitati, tra cui il leader.
Il 21 agosto 2011, Israele e Hamas proclamarono un cessate il fuoco informale dopo giorni di escalation di violenza in cui 15 palestinesi (di cui almeno 6 militanti) furono uccisi e altri feriti. Più di 100 razzi e colpi di mortaio furono lanciati da Gaza contro Israele, uccidendo un israeliano e ferendone oltre una dozzina. Il cessate il fuoco fu rotto quasi immediatamente dal lancio di razzi da Gaza contro il sud di Israele, seguito da attacchi aerei di rappresaglia israeliani, che uccisero 7 palestinesi, tra cui 2 leader della Jihad islamica. Il 26 agosto 2011, i militanti di Gaza proclamarono una seconda tregua.
L'attacco del Sinai del 2012 avvenne il 5 agosto 2012, quando uomini armati tesero un'imboscata a una base militare egiziana nella penisola del Sinai, uccidendo 16 soldati e rubando 2 autoblindo, che usarono per infiltrarsi in Israele. Gli aggressori sfondarono il valico di frontiera di Kerem Shalom verso Israele, dove uno dei veicoli esplose. Si impegnarono poi in uno scontro a fuoco con i soldati delle forze di difesa israeliane, durante il quale furono uccisi 6 degli aggressori e nessun israeliano.
L'attacco portò a dure condanne da parte delle autorità israeliane ed egiziane. Il primo ministro israeliano Benjamin Netanyahu espresse le sue condoglianze per i soldati egiziani uccisi ed elogiò le truppe delle IDF per la loro preparazione e gestione dell'attacco. Il ministro della difesa israeliano Ehud Barak avvertì che l'incidente dovrebbe essere una "sveglia" per l'Egitto nel trattare con i terroristi nella penisola del Sinai, mentre il presidente egiziano Mohamed Morsi promise di riconquistare la penisola del Sinai e dichiarò 3 giorni di lutto. Il governo egiziano chiuse il valico di frontiera di Rafah con la Striscia di Gaza.
L'attacco al confine meridionale di Israele del settembre 2012 avvenne il 21 settembre 2012, quando 3 militanti egiziani, in abiti civili e armati di cinture esplosive, AK-47 ed RPG, si avvicinarono al confine tra Egitto e Israele in un'area in cui la barriera Israele-Egitto era incompleta e aprirono il fuoco su un gruppo di soldati delle IDF che supervisionavano i lavoratori civili che stavano costruendo la recinzione di confine.
I militanti aprirono il fuoco su un piccolo gruppo di soldati delle IDF, sparando da una distanza di circa 100 metri, mentre questi davano acqua a un gruppo di 10 immigrati illegali dall'Africa che stavano attraversando il confine con Israele. Durante l'incidente, sventato relativamente presto dalle forze delle IDF, un soldato israeliano fu ucciso e un altro moderatamente ferito. I 3 militanti furono uccisi nello scontro a fuoco che ne seguì; uno fu ucciso da una soldatessa del Battaglione Caracal.
Il gruppo militante jihadista Ansar Bait al-Maqdis, ispirato ad al-Qaeda e con sede nella penisola del Sinai, rivendicò l'attacco.
Questo attacco fu il quarto incidente transfrontaliero del suo genere ad essere effettuato in un periodo di circa un anno, nonostante il tentativo dell'Egitto di sradicare l'attività militante nella penisola del Sinai.